# タイ・ウェスト
タイ・ウェスト（Ti West, 1980年10月5日 - ）は、アメリカ合衆国の映画監督、脚本家、編集技師、俳優。
『インキーパーズ』『サクラメント 死の楽園』などのホラー映画を多く手掛けており、2013年には雑誌『Complex』によって「25人の注目すべき35歳以下の映画監督」の1人に選ばれた。

## 経歴
1980年10月5日、デラウェア州ウィルミントンに生まれる。ペンシルバニア州で育ち、スクール・オブ・ビジュアル・アーツで学んだ。
2005年、『The Roost』で長編映画監督デビューを果たす。2009年、『The House of the Devil』がトライベッカ映画祭にて上映される。2011年には『インキーパーズ』を監督した。2013年、ジョー・スワンバーグ監督の『ドリンキング・バディーズ 飲み友以上、恋人未満の甘い方程式』に俳優として出演する。同年、監督作品の『サクラメント 死の楽園』がヴェネツィア国際映画祭にて上映される。

## フィルモグラフィ

### 映画
| 年   | 題名                                               | 役名   | 備考                                     |
| ---- | -------------------------------------------------- | ------ | ---------------------------------------- |
| 2005 | The Roost                                          | N/A    | 監督・脚本・編集                         |
| 2007 | Trigger Man                                        | N/A    | 監督・脚本・製作・撮影・編集             |
| 2009 | The House of the Devil                             | N/A    | 監督・脚本・編集                         |
| 2009 | キャビン・フィーバー2 Cabin Fever 2: Spring Fever  | N/A    | 監督・原案                               |
| 2011 | サプライズ You're Next                             | タリク | 出演                                     |
| 2011 | インキーパーズ The Innkeepers                      | N/A    | 監督・脚本・製作・編集                   |
| 2012 | V/H/S シンドローム V/H/S                           | N/A    | 監督・脚本・編集                         |
| 2012 | ABC・オブ・デス The ABCs of Death                  | N/A    | 監督                                     |
| 2013 | サクラメント 死の楽園 The Sacrament                | N/A    | 監督・脚本・製作総指揮・編集             |
| 2016 | バレー・オブ・バイオレンス In a Valley of Violence | N/A    | 監督・脚本・製作・編集                   |
| 2022 | X エックス X                                       | N/A    | 監督・脚本・製作・編集                   |
| 2022 | Pearl パール Pearl                                 | N/A    | 監督・脚本・製作・編集・キャラクター創造 |
| 2024 | MaXXXine マキシーン MaXXXine                       | N/A    | 監督・脚本・製作・編集・キャラクター創造 |

### テレビ
| 年   | 題名          | 備考 |
| ---- | ------------- | ---- |
| 2015 | Scream        | 監督 |
| 2015 | South of Hell | 監督 |